# 9. gardna armada (ZSSR)
Za druge 9. armade glejte 9. armada.
9. gardna armada (rusko 9-я гвардейская армия) je bila gardna armada v sestavi Rdeče armade med drugo svetovno vojno.

## Zgodovina
Armada je bila ustanovljena z reorganizacijo Samostojne gardne zračnoprevozne armade.
Pozneje se je borila na Madžarskem, v Avstriji in na Češkoslovaškem.

## Organizacija
- . gardni strelski korpus

- 98. gardna strelska divizija
- 99. gardna strelska divizija
- 103. gardna strelska divizija

- 38. gardni strelski korpus

- 104. gardna strelska divizija
- 105. gardna strelska divizija
- 106. gardna strelska divizija

- 39. gardni strelski korpus

- 100. gardna strelska divizija
- 107. gardna strelska divizija
- 114. gardna strelska divizija

## Poveljstvo
Poveljniki
- generalmajor Ivan Ivanovič Zatevakin (1944-1945)
- generalpolkovnik Vasilij Vasiljevič Glagoljev (1945-)